# Albert Grand
Ne doit pas être confondu avec Albert le Grand ou Albert Le Grand (écrivain).
Pour les articles homonymes, voir Grand.
Albert Grand (Leffond, 5 octobre 1914 - Vichy, 26 mai 1998) est un militaire français, Compagnon de la Libération par décret du 17 novembre 1945. Sous-officier des troupes coloniales, il est en poste en Afrique en 1940 lorsqu'il entend l'Appel du 18 juin. Décidant de poursuivre la lutte, il se rallie à la France libre et participe, dans les rangs de la 2e division blindée, aux combats d'Afrique du nord, à la libération de la France et à l'invasion de l'Allemagne. Poursuivant sa carrière militaire après la guerre, il prend part aux guerres d'Indochine et d'Algérie.

## Biographie

### Jeunesse et engagement
Albert Grand naît le 5 octobre 1914 à Leffond en Haute-Saône d'un père restaurateur. Après avoir entamé une carrière de pâtissier, il décide de s'engager dans l'armée en juin 1934 et est affecté au régiment d'artillerie coloniale du Levant à Beyrouth. Promu maréchal des logis, il est muté en août 1939 au régiment de tirailleurs sénégalais du Tchad (RTST).

### Seconde Guerre mondiale
Il est en poste à Largeau en juin 1940 lorsqu'il prend connaissance de l'appel du général de Gaulle. Décidant de poursuivre la lutte, il s'engage dans les forces françaises libres en persuadant les hommes sous ses ordres de faire de même. Toujours dans les rangs du RTST, subordonné à la colonne Leclerc, il participe au début de l'année 1941 à la bataille de Koufra au cours de laquelle, sous les ordres du lieutenant Ceccaldi, il est servant de la seule pièce d'artillerie de la colonne. Promu adjudant et devenu chef d'une pièce de 105 Howitzer, il participe ensuite aux campagnes du Fezzan et de Tripolitaine où il reçoit deux citations. Il est ensuite engagé dans la campagne de Tunisie où il se distingue à nouveau le 10 mars 1943 en détruisant plusieurs véhicules ennemis lancés à l'attaque contre son unité. Le 28 avril suivant, il est blessé par des éclats d'obus en portant secours à un officier et est hospitalisé à Kairouan où il est promu adjudant-chef à titre exceptionnel le 9 mai 1943. En juin 1943, l'unité d'artillerie de la Force L (ex-colonne Leclerc), est renforcée et reforme, sous le commandement du lieutenant-colonel Crépin, le 3e régiment d'artillerie coloniale (3e RAC) qui avait été dissous trois ans auparavant après la bataille de France.
À partir de septembre 1940, alors que la Force L est devenue la 2e division blindée (2e DB) s'entraîne au Maroc, le 3e RAC, initialement composé de trois groupes de deux batterie, se condense en un seul groupe et prend l'appellation de 1er groupe du 3e RAC (1/3 RAC). Au sein de la 2e DB, le 1/3 RAC forme l'artillerie du groupement tactique du colonel Dio (GTD). Nommé officier de liaison entre le 1/3 RAC et le GTD, Albert Grand est transféré avec la division en Angleterre en avril 1944 puis débarque sur les plages de Normandie en août suivant. Il participe à la bataille de Normandie puis à la libération de Paris. Il s'illustre ensuite lors des batailles des Vosges et d'Alsace en prenant à chaque fois d'énormes risques lors de ses missions de liaisons. Promu sous-lieutenant en janvier 1945, il suit la 2e DB dans l'invasion de l'Allemagne et termine la guerre à Berchtesgaden.

### Après-guerre
Poursuivant sa carrière militaire, il est lieutenant instructeur au 7e régiment d'artillerie coloniale à Casablanca puis est muté au Cameroun où il commande une compagnie de transport. Il retourne ensuite au 7e RAC où il est commandant de batterie. Promu capitaine en 1950, il prend la tête d'une autre batterie, cette fois au régiment d'artillerie coloniale du Maroc (RACM) avec lequel il sert au Tonkin de 1952 à 1954. Il sert ensuite au 6e régiment d'artillerie de marine à Dakar de 1954 à 1960. En 1961, il est promu chef d'escadron et retrouve le RACM dont il devient le commandant en second avant de partir pour le Cameroun où il est chef des services administratifs de l'armée camerounaise. De retour en France, il est promu lieutenant-colonel en 1969 et est nommé chef de la sécurité militaire de la 8e division à Compiègne. Il prend sa retraite militaire en décembre 1972 et devient directeur d'une clinique à Saint-Étienne jusqu'en 1975.
Albert Grand meurt à Vichy le 26 mai 1998 et est inhumé dans son village natal de Leffond.

## Décorations
|  |  |  |  |  |  |
|  |  |  |  |  |  |
|  |  |  |  |  |  |
|  |  |  |  |  |  |
|  |  |  |  |  |  |

| Commandeur de la Légion d'honneur                             | Commandeur de la Légion d'honneur                             | Compagnon de la Libération                                                                         | Compagnon de la Libération                                                                         | Grand officier de l'Ordre national du Mérite                                | Grand officier de l'Ordre national du Mérite                                |
| Croix de guerre 1939-1945                                     | Croix de guerre 1939-1945                                     | Croix de guerre TOE                                                                                | Croix de guerre TOE                                                                                | Croix de la Valeur militaire                                                | Croix de la Valeur militaire                                                |
| Croix du combattant volontaire Avec agrafe "Guerre 1939-1945" | Croix du combattant volontaire Avec agrafe "Guerre 1939-1945" | Médaille coloniale Avec agrafes "Koufra", "Fezzan", "Tripolitaine", "Tunisie" et "Extrême-Orient", | Médaille coloniale Avec agrafes "Koufra", "Fezzan", "Tripolitaine", "Tunisie" et "Extrême-Orient", | Médaille commémorative des services volontaires dans la France libre        | Médaille commémorative des services volontaires dans la France libre        |
| Médaille commémorative française de la guerre 1939-1945       | Médaille commémorative française de la guerre 1939-1945       | Médaille commémorative de la campagne d'Indochine                                                  | Médaille commémorative de la campagne d'Indochine                                                  | Médaille commémorative des opérations de sécurité et de maintien de l'ordre | Médaille commémorative des opérations de sécurité et de maintien de l'ordre |
| Presidential Unit Citation (États-Unis)                       | Presidential Unit Citation (États-Unis)                       | Presidential Unit Citation (États-Unis)                                                            | Officier de l'Ordre de l'Étoile noire (Bénin)                                                      | Officier de l'Ordre de l'Étoile noire (Bénin)                               | Officier de l'Ordre de l'Étoile noire (Bénin)                               |

## Hommages

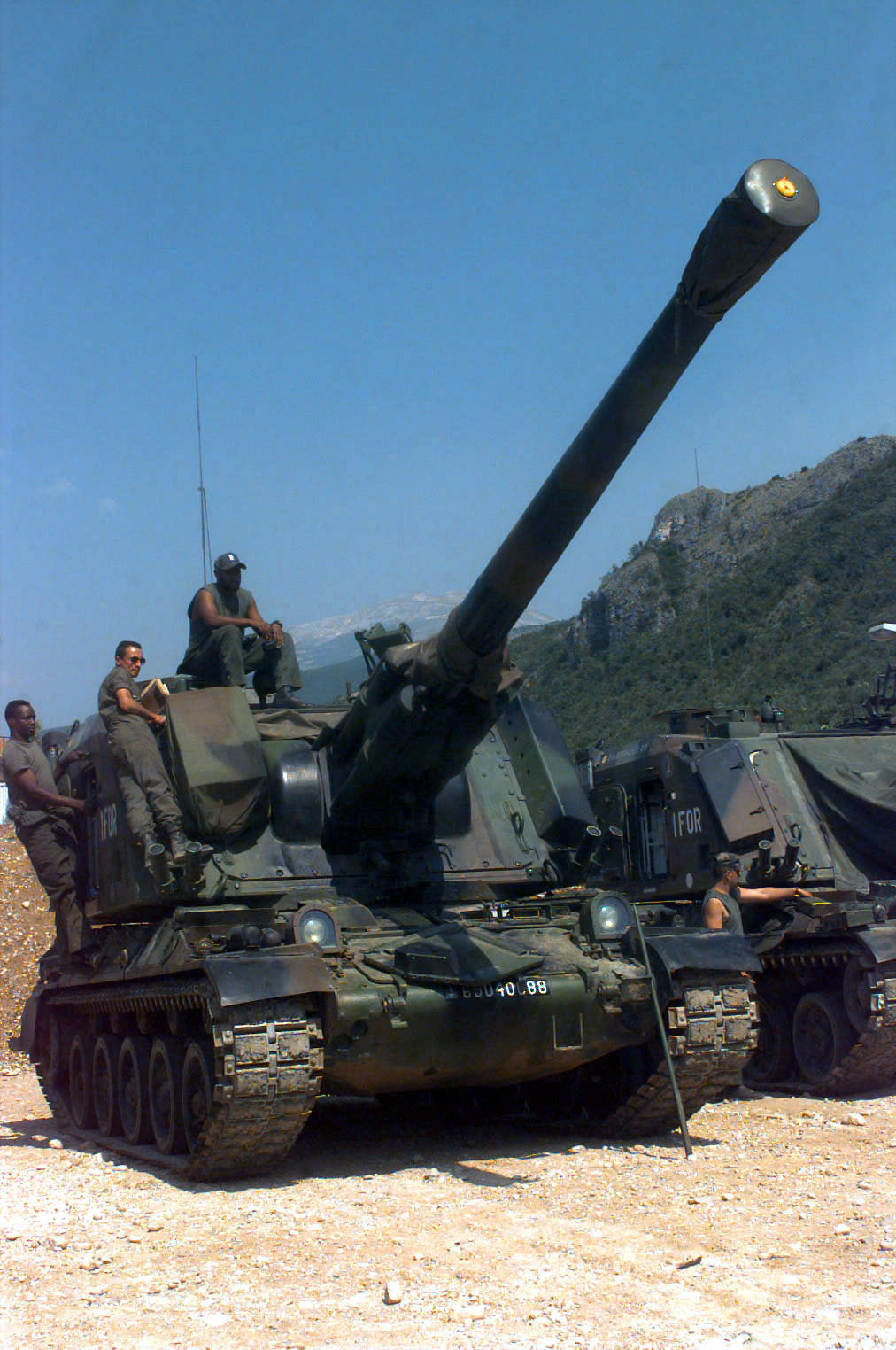
AMX AuF1.

- Le 11 juillet 1997, au camp de Canjuers, un AMX AuF1 du 3e régiment d'artillerie de marine a été baptisé en son honneur.